# Roodborstzonnebaars
De roodborstzonnebaars (Lepomis auritus) is een straalvinnige vis uit de familie van de zonnebaarzen (Centrarchidae) en behoort tot de orde van de baarsachtigen (Perciformes). De vis is gemiddeld 11 cm lang, maar kan echter tot maximaal 30,5 centimeter lang en 790 gram zwaar worden.

## Leefomgeving en voedsel
De roodborstzonnebaars is een zoetwatervis, maar komt soms ook voor in brak water. Het natuurlijke verspreidingsgebied is Noord-Amerika in het oostelijk deel van Canada en de Verenigde Staten. De roodborstzonnebaars komt daar vooral voor in plassen en beken met een zand- of rotsbodem en aan de stenige en begroeide oevers van rivieren en meren.
De roodborstzonnebaars leeft van macrofauna en dan vooral op insecten als haften en echte libellen, waterinsecten, zeeslakken en andere kleine ongewervelden.

## Relatie tot de mens
De roodborstzonnebaars is voor de beroepsvisserij van geen enkel belang. Er wordt wel op de vis gehengeld. De soort wordt verder gevangen als aquariumvis. De soort kan worden bezichtigd in sommige voor een groot publiek toegankelijke aquaria.

De vis komt als exoot voor in Mexico en Puerto Rico en in Europa (onder meer Duitsland en Italië). Deze vissoort komt niet voor op de lijst van in Nederland schadelijke exoten van de werkgroep exoten.
De soort staat op de Rode Lijst van de IUCN als niet bedreigd, beoordelingsjaar 2007. De omvang van de populatie is stabiel.